# Max Graetz
Max Graetz (1861-1936) was directeur-eigenaar en uitvinder bij de firma Ehrich&Graetz in Berlijn.
E&G was tot de Tweede Wereldoorlog een grote metaalbewerkende firma.

Rond 1900-1916 was hij de uitvinder van de Petromax-lantaren.